# Улица Муфтар
Улица Муфтар (фр. rue Mouffetard), в просторечии La Mouffe — улица в 5-м округе Парижа, в Латинском квартале. Одна из наиболее старинных и живописных улиц Парижа. Узкая и извилистая, она спускается с холма Святой Женевьевы к церкви Сен-Медар.

## История
Во времена античности улица Муфтар представляла собой часть галло-римской дороги, которая вела из Лютеции в Фонтенбло. На своём протяжении она пересекала участок, известный как Mont Cetarius или Cetardus. Вероятно, впоследствии название сократилось до Mont-Cétard, а затем, исказившись, стало звучать как Mouffetard и обозначать улицу.
По другой версии, улица получила своё название от слова mofettes, обозначавшего зловонные испарения, которые исходили от мастерских на берегу Бьевры, где трудились дубильщики и живодёры.
На протяжении своего существования улица также была известна под названиями rue Saint-Marcel, Grande rue Saint-Marcel и Vieille rue Saint-Marcel.

## Современность

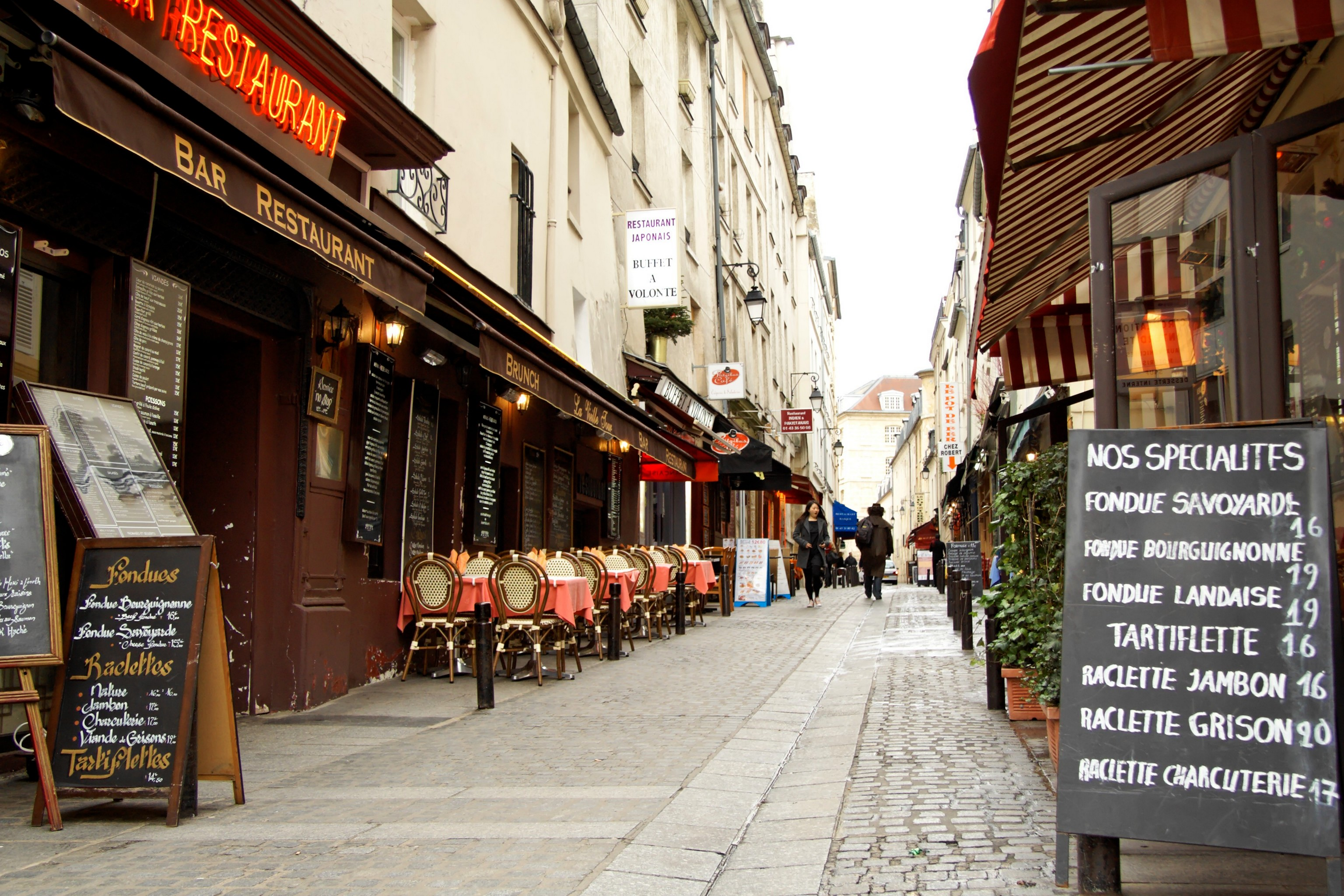
Рестораны на улице Муфтар

В наши дни улица Муфтар известна в первую очередь как торговая улица с многочисленными магазинами, барами, ресторанами, кафе, рынками и лавками. Это место пользуется большой популярностью среди туристов.
Кроме того, на улице Муфтар находится большое количество исторических памятников, вследствие чего она охраняется специальным решением городских властей. В частности, охране подлежат фонтаны в итальянском стиле, сохранившиеся со времён Екатерины Медичи, желавшей использовать остатки римского водопровода для снабжения водой собственного дворца.
Памятная доска на доме № 67 сообщает, что в нём проживал знаменитый французский учёный Блез Паскаль.
В доме № 73 располагается кукольный театр Le Mouffetard.